# Sereno (sambista)
Jalcireno Fontoura de Oliveira, mais conhecido como Sereno, (Rio de Janeiro, 24 de maio de 1940) é um compositor, cantor e instrumentista brasileiro, notabilizado por ser um dos fundadores do bloco carnavalesco Cacique de Ramos e do grupo de samba Fundo de Quintal.
O sambista foi o responsável por introduzir o tantã no mundo do samba, instrumento que se tornaria uma marca do Fundo de Quintal, grupo que ajudou a fundar na década de 1970, e também da vertente sambística pagode que despontaria na década seguinte. Ele também ajudou a fundar o bloco Cacique de Ramos.